# 304
Cette page concerne l'année 304  du calendrier julien. Pour l'année 304 av. J.-C., voir 304 av. J.-C. Pour le nombre 304, voir 304 (nombre). Pour la voiture, voir Peugeot 304.
L'année 304 est une année bissextile qui commence un samedi.

## Événements
- Le quatrième édit de persécution de Dioclétien promulgue l'obligation pour tous les chrétiens de sacrifier aux dieux païens. Ceux qui refusent sont raflés et emprisonnés[1].
- 17 septembre : Dioclétien dédie le cirque de Nicomédie[2].
- 13 décembre : Dioclétien tombe malade à Nicomédie[2]. Galère qui a mené campagne sur le Danube durant l'année à partir de Sardique, le rejoint pendant l'hiver et profite de sa mauvaise santé pour le monter de nouveau contre les chrétiens[1].

- Les Xiongnu méridionaux, révoltés sous la conduite de Liu Yuan, envahissent la Chine du Nord, fondant le royaume de Zhao antérieur ou Han Zhao au Shanxi (fin en 329)[3]. Début de la période des Seize Royaumes en Chine (fin en 439)[4].

- Fondation du royaume de Cheng Han. Indépendance du Sichuan vis-à-vis de la Chine des Jin (fin en 347)[5].

## Décès en 304

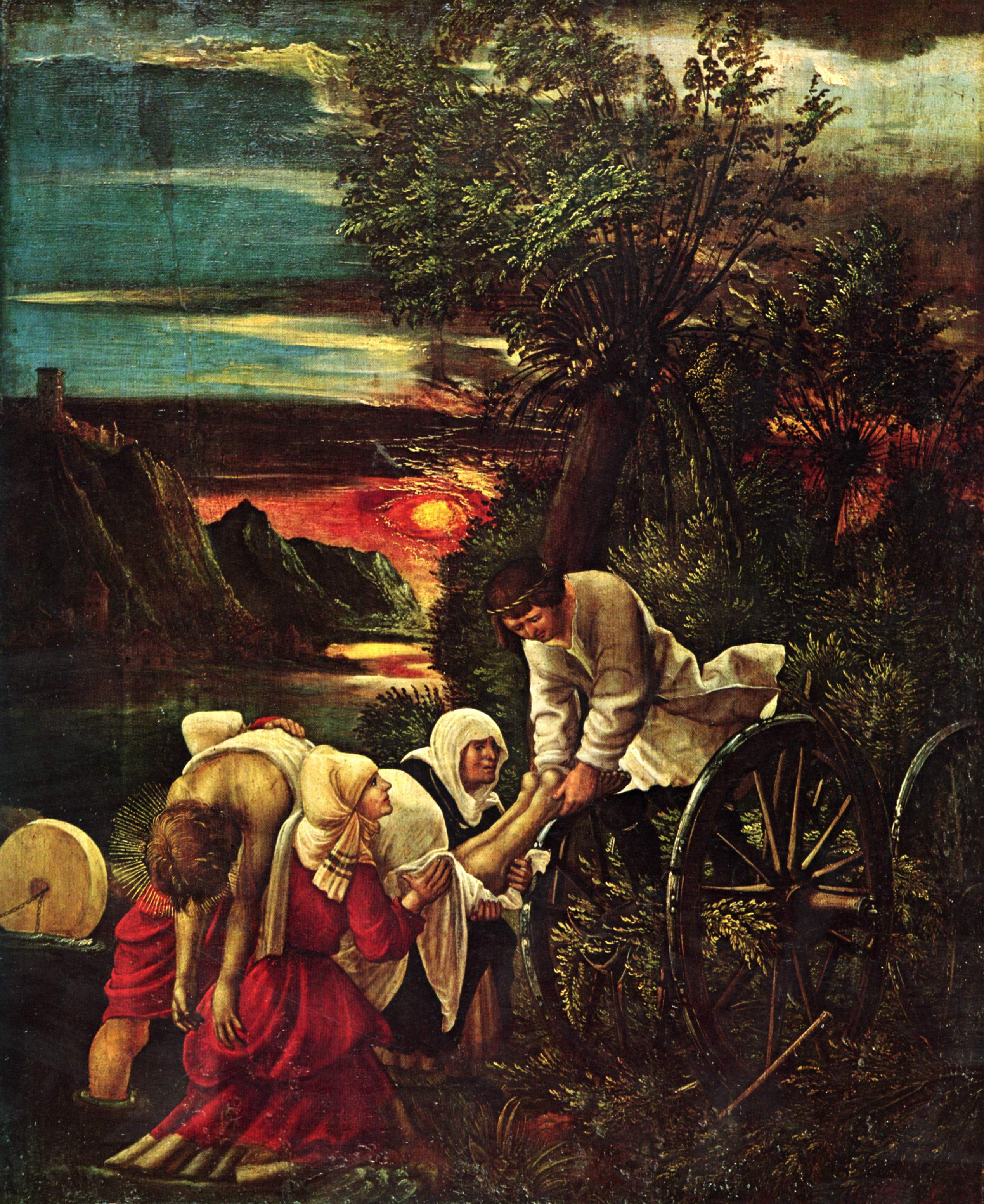
L'ensevelissement de Saint Florian par Albrecht Altdorfer, 1516-1518.

- 21 janvier : Agnès de Rome, vierge et martyr, pour avoir refusé le mariage avec le fils du préfet de Rome[6].
- 22 janvier : Vincent de Saragosse à Valence, diacre et martyr.
- 12 février : Eulalie de Barcelone, vierge et martyr, peut-être la même personne que Eulalie de Mérida.
- 4 mai : Florian de Lorch, soldat romain, martyr[7].
- 28 août : Julien de Brioude, soldat romain martyr, décapité[8].
- 25 octobre : Marcellin, évêque de Rome, martyr. Le siège de Rome reste vacant jusqu'en 308[9].
- 10 décembre : Eulalie de Mérida, vierge et martyr[10].
- 13 décembre : Lucie ou Luce, vierge et martyr, en Sicile (date probable)[11].

- Irène de Thessalonique, martyr chrétien à Thessalonique. Après ses sœurs Agapi et Chiona, ses compagnes Eutychie, Philippa et Casie et son compagnon Agathon, elle est jetée vivante dans un brasier.